# Rhachiberotha smithersi
Rhachiberotha smithersi is een insect uit de familie van de Berothidae, die tot de orde netvleugeligen (Neuroptera) behoort. 
Rhachiberotha smithersi is voor het eerst wetenschappelijk beschreven door Tjeder in 1959.